# Paraporpidia glauca
Paraporpidia glauca är en lavart som först beskrevs av Taylor, och fick sitt nu gällande namn av Rambold 1989. Paraporpidia glauca ingår i släktet Paraporpidia och familjen Porpidiaceae.   Inga underarter finns listade i Catalogue of Life.